# День восстановления независимости Литвы
День восстановления независимости Литвы (лит. Lietuvos nepriklausomybės atkūrimo diena) — государственный праздник Литвы, отмечающий принятие 11 марта 1990 года Верховным Советом Литовской Республики Акта о восстановлении независимости Литвы. Это один из трёх главных праздников страны вместе с Днём восстановления Литовского государства, отмечаемым 16 февраля, и Днём государства (коронации короля Литвы Миндаугаса), отмечаемым 6 июля.

## Исторический контекст
15 июня 1940 года Литва была аннексирована Советским Союзом. Во время Второй мировой войны, в июне 1941 года Литва оказалась под оккупацией нацистской Германии. В 1944 году территория Литвы была освобождена от оккупации и продолжила находиться в составе СССР. С тех пор вооружённое партизанское сопротивление в Литве и дипломатические средства в диаспоре были направлены на восстановление независимости.
Начало национального возрождения приходится на 1987 год. Первый несанкционированный митинг прошёл у памятника Адаму Мицкевичу в Вильнюсе. Участники митинга осудили факт подписания 23 августа 1939 года пакта Молотова — Риббентропа, согласно которому III Рейх и СССР решили судьбу Литвы.
3 июня 1988 года была создана инициативная группа из 35 членов для организации Литовского движения за перестройку или Саюдис, целью которого было содействие перестройке в Литовской ССР. Летом того же года в стране прошли первые митинги Саюдиса, в которых участвовали тысячи людей. 22—23 октября 1988 года в Вильнюсе состоялся Учредительный съезд Движения за перестройку Литвы. 15 февраля 1989 года Саюдис впервые объявил, что стремится восстановить независимую демократическую Литовскую Республику.
Спустя полгода, 23 августа 1989 года в ознаменование 50-летия пакта Молотова — Риббентропа, Саюдис объявил, что присоединение Литвы к СССР произошло незаконно и не имеет юридической силы.
24 февраля 1990 года впервые в истории прошли первые свободные и демократические выборы в Верховный Совет Литовской ССР.

## Провозглашение восстановления независимости
Вечером 10 марта 1990 года началось первое заседание Верховного Совета Литовской ССР. Оно транслировалось в прямом теле и радиоэфире. На нём были избраны и утверждены комиссия по подсчёту голосов, мандатная комиссия и Секретариат первого заседания. Большую часть времени шла дискуссия о порядке избрания Председателя Верховного Совета. Заседание окончилось в 11 часов вечера.

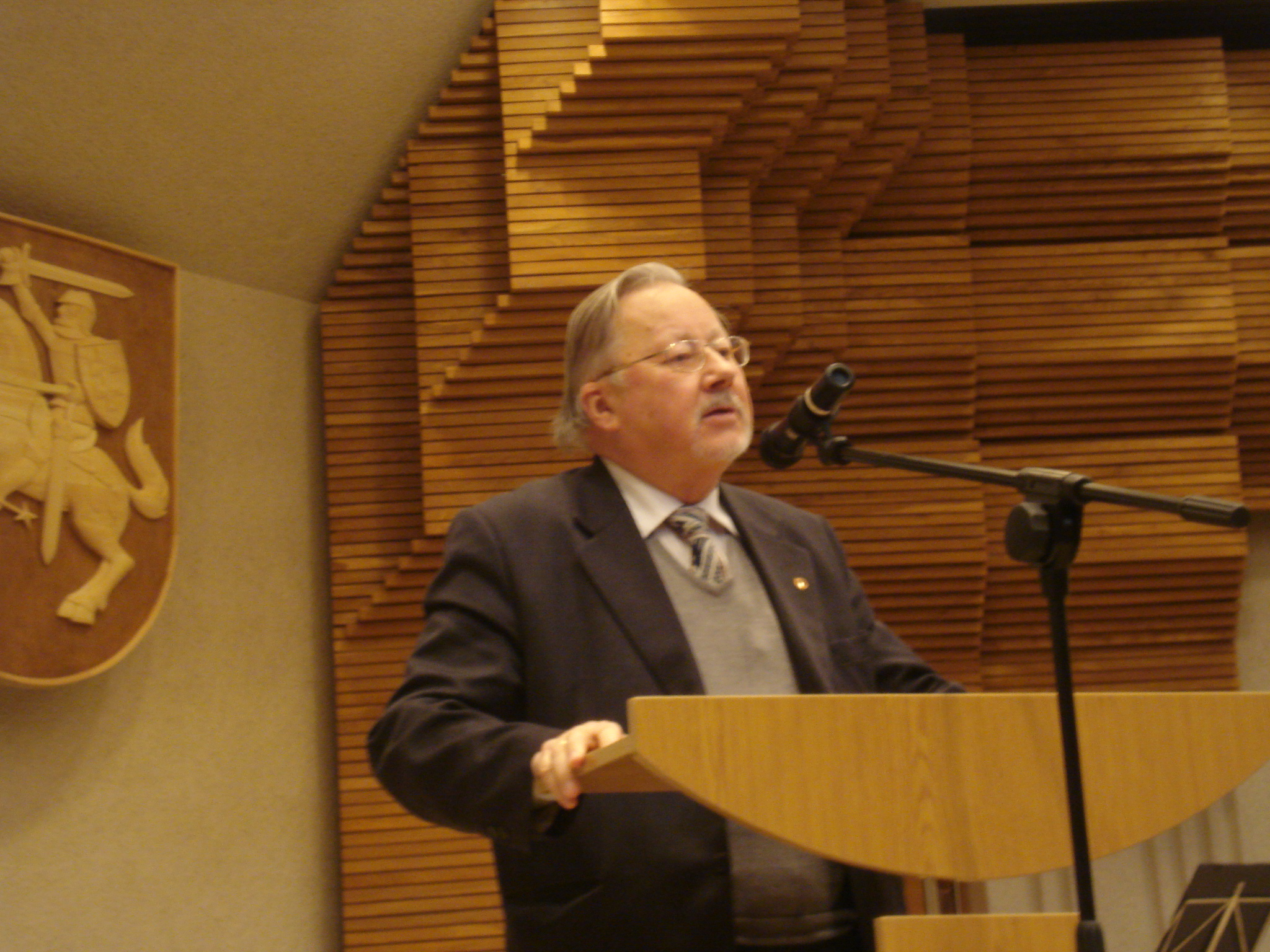
Витаутас Ландсбергис

11 марта были проведены два заседания. Работа началась в 9 часов утра и длилась до позднего вечера. На заседаниях избрали Председателя Верховного Совета. Им стал один из лидеров Саюдиса Витаутас Ландсбергис. Также был избран Президиум и утверждены полномочия Премьер-министра. На эту должность была назначена известный экономист Казимира Дануте Прунскене.
На третьем заседании был принят пакет из пяти документов, включая временный основной закон, который обеспечил правовую основу для восстановления независимости. В 22:44 была официально провозглашена независимость Литовского государства. 124 депутата проголосовали за восстановление независимого Литовского государства, 6 воздержались, голосовавших против не было. Верховный Совет отменил действие Конституций Литовской ССР и Советского Союза на территории республики.
По окончании третьего заседания депутаты Верховного Совета сложили с себя полномочия и разошлись уже как депутаты Демократического парламента Литовской Республики.
Руководство СССР осудило выход Литвы. C 18 апреля до 2 июля 1990 года были введены санкции, приведшие к экономической блокаде Литвы. Растущая напряженность достигла своей кульминации в январе 1991 года. Советские десантники были введены в Балтийские страны, на улицах Вильнюса появилась бронетехника. В это время возле Дома печати, телебашни, здания радио и телевидения и парламента собирались толпы людей, решивших отстаивать независимость. 13 января 1991 года советские военные при поддержке техники попытались занять телецентр в столице Литвы, погибло 14 человек, около 700 были ранены.
29 июля 1991 года РСФСР признала независимость Литвы, подписав с ней договор о межгосударственных отношениях.
17 сентября 1991 года Литва стала членом Организации Объединённых Наций.

## Празднование

Конверт, посвещенный дню восстановления независимости Литвы, 1991

Начиная с 1991 года День восстановления независимости ежегодно отмечается торжественным заседанием Сейма, которое обычно проходит в историческом зале Акта 11 марта.
С 1996 года 11 марта является выходным днем в соответствии с Законом о праздничных днях. В этот день по всей стране проходят мероприятия в честь сигнатариев, подписавших Акт. Организуются шествия, концерты, выставки. Молодым ученым во время торжественного заседания вручается «Стипендия независимости» за научные исследования в сфере гуманитарных и социальных наук важных для укрепления государственности Литвы.